# Lichtenberg, Bas-Rhin
Lichtenberg là một xã thuộc tỉnh Bas-Rhin trong vùng Grand Est đông bắc Pháp.